# Abus sexuels sur mineurs dans l'Église catholique en France
Pour un article plus général, voir Abus sexuels sur mineurs dans l'Église catholique.
Les abus sexuels sur mineurs dans l'Église catholique en France sont des agressions sexuelles de mineurs, commises au sein de l'Église catholique par certains de ses clercs et agents pastoraux.
En mars 2021, la Commission indépendante sur les abus sexuels dans l'Église en France estime qu'au moins 2,5 % à 2,8 % de prêtres et religieux ont commis des agressions sexuelles ou des viols sur environ 216 000 victimes, majeures et vivantes au moment de la rédaction du rapport. En incluant les agresseurs laïcs, le nombre de victimes est estimé à plus de 330 000. La Ciase décrit ce phénomène comme étant massif et systémique. En novembre 2022, Éric de Moulins-Beaufort, président de la Conférence des évêques de France, annonce qu'actuellement onze affaires d'abus concernant des évêques relèvent de la justice civile ou de la justice de l'Église.

## Assemblée des évêques de France en 2000
Le procès annoncé de l'évêque Pierre Pican entraîne une plus grande prise de conscience de la responsabilité pénale des évêques. Ceux-ci, lors de leur assemblée annuelle à Lourdes en novembre 2000, décident d'aborder de front le problème des abus sur mineurs commis par des prêtres. Ils entendent notamment des experts leur présenter les conclusions d'un rapport de 200 pages sur la pédophilie. Beaucoup comprennent alors qu'ils ont sous-estimé la gravité de ce problème,. Le 9 novembre 2000, les évêques de France publient une déclaration commune pour condamner la pédophilie. Ils reconnaissent que l'Église, comme d'autres institutions, n'est pas épargnée « par une réalité dont elle découvre toute la complexité ». Ils manifestent leur compassion et leur solidarité pour les victimes et leurs familles. Les évêques déclarent qu'ils ne peuvent rester passifs, ou couvrir des actes délictueux : « Les prêtres qui se sont rendus coupables d'actes à caractère pédophile doivent répondre de ces actes devant la justice ». Ils notent toutefois « qu'il n'est pas facile à un évêque de réunir les éléments suffisants et sûrs lui permettant de savoir si un prêtre a effectivement commis des actes à caractère pédophile ».
À la suite de cette déclaration, et de nouvelles condamnations dont Gérard Mercury, prêtre pédophile récidiviste, les évêques de France créent un Comité consultatif en matière d'abus sexuels sur mineurs, chargé de travailler de façon interdisciplinaire sur la question des abus commis au sein des institutions ecclésiales. S'ensuivra, en 2002, une brochure intitulée Lutter contre la pédophilie, repères pour les éducateurs. Elle donne des pistes pour détecter les comportements à risque, pour saisir la justice et insiste sur la nécessité d'en finir avec la loi du silence. Tirée à 100 000 exemplaires, elle est remise à jour et rééditée en octobre 2010. La dernière version date de 2017.

## Droit de perquisition dans les institutions diocésaines
En août 2001, un juge d’instruction enquêtant sur des affaires de pédophilie imputées à des religieux ordonne une perquisition dans l’officialité interdiocésaine lyonnaise. L'officialité était chargée, dans le cadre de la procédure canonique interne à l'Église, d’instruire sur les faits reprochés aux religieux. Louis-Marie Billé, archevêque de Lyon, proteste contre cette méthode qu'il juge bafouer la confidentialité nécessaire à l'instruction des procès ecclésiastiques. La chambre de l’instruction de Versailles est saisie et annule la perquisition, au motif que la recherche d’une possible preuve dans une procédure canonique diligentée par l’officialité, pour être utilisée dans une procédure pénale laïque, peut être considérée comme déloyale. Le 17 décembre 2002, la Cour de cassation casse l’arrêt de la chambre d’instruction, en motivant sa décision comme suit : « l’obligation imposée aux ministres du culte de garder le secret des faits dont ils ont connaissance dans l’exercice de leur ministère ne fait pas obstacle à ce que le juge d’instruction procède à la saisie de tous documents pouvant être utiles à la manifestation de la vérité ».

## Nombre de prêtres incarcérés en France
Selon le journal Le Monde, qui s'appuie sur des sources internes à l'Église catholique en France, une trentaine de prêtres et religieux seraient, début 2010, emprisonnés pour des faits d'abus sexuels sur mineurs et une dizaine d'autres impliqués dans une procédure en cours. Le cardinal André Vingt-Trois confirme ces données en avril 2010, déclarant qu'une « trentaine de prêtres et de religieux purgent la peine à laquelle ils ont été condamnés, conformément à la loi ». Il demande que l'opprobre ne soit pas pour autant jeté sur « l'ensemble des vingt mille prêtres et religieux de France ». D'après une enquête plus récente, menée dans les diocèses pendant l'été 2010, il y aurait, en France, 9 prêtres emprisonnés pour des faits de pédophilie, 51 prêtres mis en examen et 45 prêtres ayant déjà accompli une peine de prison.

## Demande d'une enquête parlementaire en 2018
En septembre 2018, des personnalités demandent l'ouverture d'une enquête parlementaire sur la pédophilie dans l'église catholique française. L'hebdomadaire Témoignage chrétien lance un appel dans ce sens,. À l'exception de LR, la plupart des groupes politiques à l’Assemblée y sont favorables, mais seul le groupe socialiste du Sénat demande officiellement sa création, qui est finalement jugée irrecevable par une majorité des sénateurs, ceux de la droite et du centre y étant opposés,.
Dans son rapport, la mission d'information sénatoriale sur les infractions sexuelles sur mineurs commises par des adultes dans le cadre de leur métier ou de leurs fonctions estime en 2019 qu'au sein de l'Église catholique la pédophilie revêt un caractère systémique. 

## Commission indépendante sur les abus sexuels dans l'Église (2019-2021)

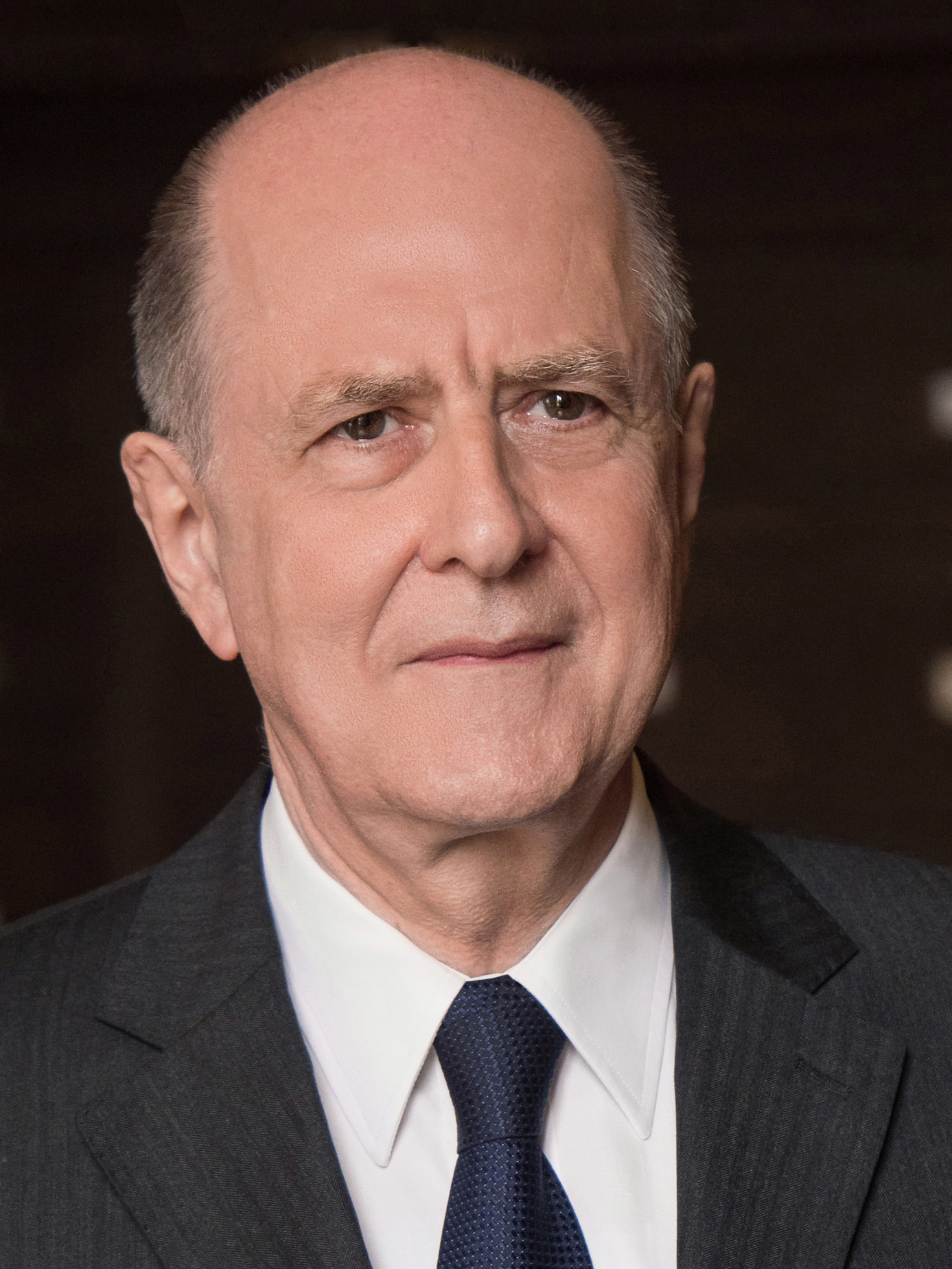
Jean-Marc Sauvé.

La Commission indépendante sur les abus sexuels dans l'Église est créée en novembre 2018 à l'initiative de la Conférence des évêques de France. Cette commission est dirigée par Jean-Marc Sauvé, nommé par la Conférence des évêques de France (CEF) et la Conférence des religieux et religieuses de France (Corref).
En mars 2021, un rapport d'étape mentionne au moins 10 000 victimes de prêtres pédocriminels en France depuis 1950. En octobre 2021, une « estimation minimale » de la Commission indépendante sur les abus sexuels dans l'Église, donne 2,5 % à 2,8 % de prêtres et religieux ayant commis des agressions sexuelles ou des viols sur environ 216 000 victimes, majeures et vivantes au moment de la rédaction du rapport. En incluant les agresseurs laïcs, le nombre de victimes est évalué à plus de 330 000, sur la base d'un sondage réalisé par l'Ifop auprès d'un échantillon représentatif. Le rapport évalue « entre 2 900 et 3 200 » le nombre de pédocriminels au sein de l’Église catholique en France depuis 1950,.

## Mesures prises par les évêques
Depuis le début des années 2000, et en particulier depuis la mise en examen puis la condamnation de Pierre Pican pour « non-dénonciation de crime », l'Église catholique en France a réagi au problème de la pédophilie, en condamnant ces actes et en décidant des mesures pour éviter qu'ils ne se reproduisent.
En octobre 2007, Albert-Marie de Monléon, évêque de Meaux, est partie civile dans le procès d'un prêtre de son diocèse accusé d'atteinte sexuelle sur un jeune garçon. Le 1er avril 2010, l'archevêque de Rouen, Jean-Charles Descubes, suspend de leurs fonctions deux prêtres de son diocèse,. Comme un signal inverse envoyé aux victimes, les diocèses de Rhône-Alpes, sous l’autorité du cardinal Barbarin, écartent de ses fonctions de juge au tribunal ecclésiastique de Lyon Pierre Vignon, qui avait demandé publiquement la démission de celui-ci; le président de l'association La Parole libérée lance une pétition pour la réintégration de Pierre Vignon.
En 2018, l'assemblée plénière des évêques à Lourdes (réunion deux fois par an des évêques de l’Église catholique) met au centre des discussions le sujet des abus sexuels. Pour la première fois, des victimes y sont invitées à témoigner (mais pas en séance plénière, les évêques n’y étant « pas prêts »), et demandent l'indemnisation des victimes par l'Église. Le 1er octobre 2020, Philippe Barbarin publie les mesures qu'il a prises dans le diocèse de Lyon dans son témoignage dans En mon âme et conscience dont les droits d’auteur seront reversés aux victimes de Bernard Preynat.

### Indemnisation des victimes
À la suite de l'affaire Bernard Preynat, le diocèse de Lyon décide d'indemniser 21 victimes du prêtre pédophile. En décembre 2020, une somme globale de 169 500 euros est donnée aux 14 premières « dont les faits étaient prescrits et qui ne pouvaient donc pas saisir le tribunal judiciaire ». Les sept autres doivent être indemnisés à la fin des procédures judiciaires.

### Acte de repentance
Dans les années 1960, des enfants sont victimes d'actes de pédophilie par des prêtres du séminaire de Chavagnes. Jean-Pierre Sautreau, ancien pensionnaire, estime que sur une période de trente ans, il y a eu douze enseignants prédateurs à Chavagnes,. François Jacolin, évêque de diocèse de Luçon depuis 2018, fait un acte de repentance le 23 octobre 2020. Il indique avoir recensé 65 victimes d'actes pédophiles depuis les années 1940, dont 32 au sein du petit séminaire de Chavagnes et déclare : « Au nom du Diocèse de Luçon, la honte au cœur, je fais acte de repentance pour tous les faits de violences sexuelles commis contre des enfants par des prêtres du diocèse pendant les décennies passées ».

### Mesures de novembre 2021
À la suite de la remise du rapport de la CIASE en octobre 2021, les évêques réunis en Assemblée Plénière à Lourdes, prennent une série de mesures.
Le 5 novembre, ceux-ci reconnaissent « la responsabilité institutionnelle de l’Église dans les violences qu’ont subies tant de personnes victimes », « la dimension systémique de ces violences » et « que cette responsabilité entraîne un devoir de justice et de réparation qui ouvre la possibilité de demander pardon en vérité ».
Le 8 novembre, un ensemble de mesures sont prises et annoncées le jour même. Les évêques annoncent notamment la création d'une instance indépendante de suivi des abus, présidée par la juriste Marie Derain. Un fonds d'indemnisation est mis en place, il doit être alimenté par des ventes de biens immobiliers ou mobiliers ou par un emprunt si nécessaire, les évêques ne souhaitant pas lancer d'appel aux dons. Neuf groupes de travail pilotés par des laïcs doivent être mis en place, ce qui doit aboutir à des prises de décisions en 2023.
La liste des groupes de travail est la suivante :
- Partage de bonnes pratiques devant des cas signalés
- Confession et accompagnement spirituel
- Accompagnement des prêtres mis en cause
- Discernement vocationnel et formation des futurs prêtres
- Accompagnement du ministère des évêques
- Accompagnement du ministère des prêtres
- Manière d’associer les fidèles laïcs aux travaux de la Conférence des évêques
- Analyse des causes des violences sexuelles au sein de l’Église
- Moyens de vigilance et de contrôle des associations de fidèles menant la vie commune et de tout groupe s’appuyant sur un charisme particulier

Un site est mis en place par la Conférence des évêques de France pour suivre l'avancée des mesures prises par les évêques en mars et novembre 2021. La CRR, Commission Reconnaissance et Réparation a été créée en 2021 pour reconnaitre et réparer les personnes victimes d'abus sexuels de religieux.

## Mesures prises par les religieux et religieuses de France
En novembre 2021, la Conférence des religieux et religieuses de France (CORREF) vote à l'unanimité la création de la Commission reconnaissance et réparation, commission indépendante pour la réparation des violences sexuelles commises par des membres des instituts religieux. L’ancien juge des enfants, Antoine Garapon est choisi pour présider cette commission.

## Assemblée plénière des évêques de France en 2022

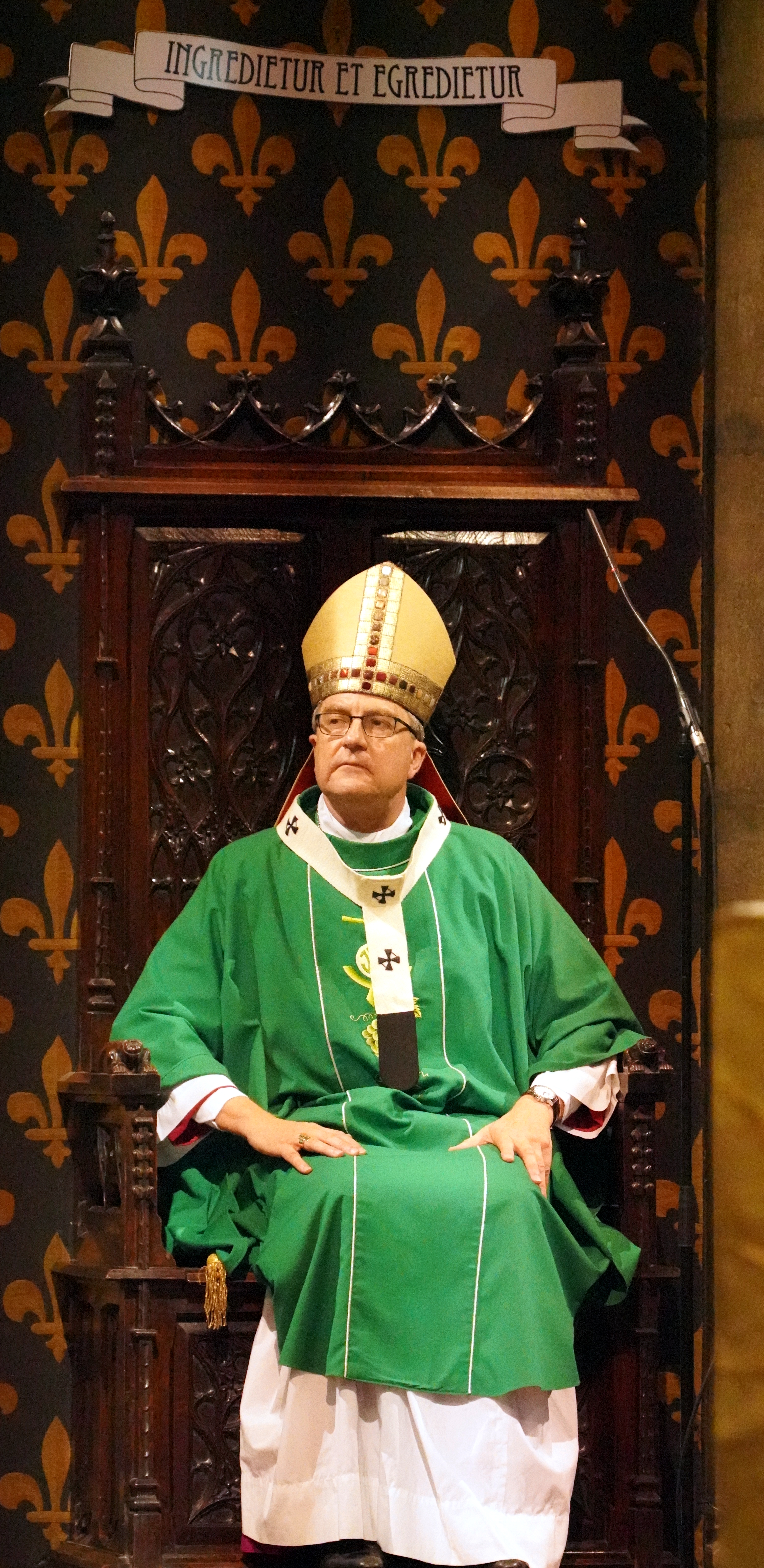
Éric de Moulins-Beaufort en 2022

En novembre 2022, lors de l'Assemblée plénière des évêques de France marquée par la question des abus sexuels dans l’Église, un an après le rapport Sauvé et la récente révélation des abus sexuels de l'évêque Michel Santier, Éric de Moulins-Beaufort annonce qu'actuellement onze affaires d'abus concernant des évêques relèvent de la justice civile ou de la justice de l'Église. Il cite notamment le cardinal  Jean-Pierre Ricard, ex-président de la Conférence des évêques, qui vient d'avouer un abus sur une mineure de 14 ans quand il était curé à Marseille il y a 35 ans. Eric de Moulins-Beaufort demande que ceux qui  « parmi nous (…) se sont rendus coupables d’actes de ce genre le fassent connaître d’eux-mêmes ». Quelques jours après, Jean-Pierre Grallet, déjà dénoncé par sa victime en décembre 2021, avoue publiquement avoir eu à la fin des années 1980 « des gestes déplacés envers une jeune femme majeure, comportement qu['il] regrette profondément ».

### Analyses
Pour Cécile Berne, de l’association de victimes Comme une mère aimante, Jean-Pierre Grallet minimise les faits en employant des termes inappropriés. La catholique Marie-Hélène Lafage précise : « Bonjour chers frères évêques, on va reprendre ensemble : on ne dit pas j’ai eu un geste déplacé, mais j’ai commis une agression sexuelle ».
La psychanalyste Macha Chmakoff explique que le déni et le « « clivage du Moi », (deux sphères isolées ; l’une conforme à la norme sociale et l’autre intégrant des comportements condamnables), permettent aux clercs abuseurs de vivre deux réalités contradictoires. Ainsi ils prennent des responsabilités dans l’Église voire participent à la lutte contre les agressions sexuelles, ils laissent alors leur part sombre à l'écart. Ces comportements sont favorisés par le fait d’être « loin de soi », d’avoir une forme d’immaturité.

## Dans la culture française

### Chansons
- 1934 - Le Petit Pensionnaire de Charles et Johnny. Trenet y parle de ce séjour dans un pensionnat catholique alors qu'il avait 7 ans.
  - « …Après les minutes exquises // Il faut retrouver le dortoir // … // Et le pion, ce monstre noir // Comme un gendarme // Il me suit des yeux // La vie pour moi n'a plus de charme… »[51],[52].
- 1969 - Le Chien de Léo Ferré. Dans son roman autobiographique Benoît Misère (1970), Léo Ferré parle de son enfance dans un pensionnat catholique et d'un abbé surnommé l'abbé Fricoti Fricota.
  - « …Nous mettrons de longs cheveux aux prêtres de la rue pour leur // apprendre à s´appeler dès lors monsieur l´abbé Rita Hayworth // monsieur l´abbé BB fricoti fricota et nous ferons des prières inversées… »)[52].
- 1971 - L'Abbé à l'harmonium de Charles Trenet. Il y décrit l'ambiance malsaine des affaires de pédophilie qui le troublait quand il était enfant dans les pensions.
  - « …Mon Dieu, comme il pédalait, comme il pédalait bien l’abbé… »[53],[54],[52].
- 1981 - Vrai vrai vrai, Charles Trenet. 10 ans après L'Abbé à l'harmonium, Trenet revient à nouveau sur ses années de pensionnat.
  - « …Vrai, vrai, vrai le petit pensionnaire // Qui s'trouvait orphelin de sa mère // Vrai ce dortoir // Ces ombres noires // Toutes en soutanes de désespoir… »[52]
- 2008 - Frère la Guillaumette, Pierre Perret.
  - « …Frère La Guillaumette, // Quand tu rencontres une fillette, // Que tu l’emmèn’s dans ta chambrette // Que tu soulèv’s sa chemisette // Que tu déboutonn’s ta braguette // Que tu sors ta gross’ bistouquette // Que tu t’ fais fair’ un’ p’tit’ branlette // Que tu t’ fais fair’ un’ p’tit’ sucette // Que tu lui écart’s les gambettes // Qu’ tu lui mets dans sa foufounette // Qu’ tu fais juter ta bistouquette // Que tu décharg’s dans sa craquette // Que tu tir’s un’ deuxièm’ crampette // Que tu tir’s un’ troisièm’ crampette // Qu’ tu sens l’ bon Dieu dans tes roupettes // Que tu t’ fais faire un’ p’tit’ lichette // Que tu lui fais un’ petit’ minette // Que tu lui fous dans l’ trou qui pète // Que tu retires ta bistouquette // Et que tu la baises en levrette // Que fais-tu ? // Amen… »[55],[52]
- 2008 - Cochon de moine, Pierre Perret.
  - « …À la plus jeune gamine // Il dit reviens demain // J’ te f’rai voir la racine // Qui pousse dans ma main // Elle fait grossir les ventres // Et arrondir les seins… »[56],[52].
- 2025 - UN AUTRE JOUR, Femtogo.
  - « J’sais pas c’qui cloche chez moi, c’est pour ça qu’j’traîne près d’l’église // Près d’la curaille qui touchait des p’tites en 66… »[57].

### Théâtre
- La Ville dont le prince est un enfant est une pièce de théâtre en trois actes d'Henry de Montherlant, publiée pour la première fois en 1951.
- Laurent Martinez et Marianne Dupuis-Sauze, Pardon?, Paris, Authentique, 2020.

## À voir

### Articles détaillés et connexes
- Abus sexuels sur mineurs dans l'Église catholique
- Abus sexuels sur les femmes dans l'Église catholique
- Affaire Pierre-Étienne Albert
  - Communauté des Béatitudes
- Affaire René Bissey
- Affaire Gaston Borges
- Affaire Jean-Marc Desperon
- Affaire Pierre Dufour
- Affaire Georges Finet
- Affaire André Fort
  - Mouvement eucharistique des jeunes
- Abus sexuels au sein des Foyers de charité
- Affaire Jean-Olivier Guinant
- Affaire Jacky Hoarau
  - Gilbert Aubry
- Affaire Émile Leblond
- Affaire François Lefort
- Affaire Gérard Mercury
- Affaire Bernard Preynat
  - Affaire Philippe Barbarin
  - La Parole libérée
- Affaire Jean-François Sarramagnan
- Affaire Jean-Marc Schoepff
- Affaire Vadeboncœur
- Promesses d'Église